# ترافيس بانكس
ترافيس بانكس (بالإنجليزية: Travis Banks)‏ هو مصارع محترف نيوزلندي، ولد في 15 فبراير 1987 في Bulls, New Zealand ‏ في نيوزيلندا.

## روابط خارجية
- ترافيس بانكس على موقع IMDb (الإنجليزية)
- ترافيس بانكس على موقع قاعدة بيانات الفيلم (الإنجليزية)
- ترافيس بانكس على موقع دبليو دبليو إي (الإنجليزية)
- ترافيس بانكس على موقع CageMatch worker (الإنجليزية)
- ترافيس بانكس على موقع عالم المصارعة على الإنترنت (الإنجليزية)
- ترافيس بانكس على موقع عالم المصارعة على الإنترنت (الإنجليزية)